# Solter freidbergi
Solter freidbergi är en insektsart som beskrevs av Hölzel 1981. Solter freidbergi ingår i släktet Solter och familjen myrlejonsländor. Inga underarter finns listade i Catalogue of Life.